# Alusi
Els Al al-Alussí són una família de Bagdad amb diversos personatges notables als segles xix i xx. N'és el primer membre conegut Abu-th-Thanà Mahmud Xihab-ad-Din ibn Abd-Al·lah (1802-1854), muftí de Bagdad, personatge cabdal en la preservació i difusió del wahhabisme. La família pren el nom de la vila d'Alus, a la riba de l'Eufrates, entre Kemal i Ramadi.
En són els seus membres més destacats:
- Abd-ar-Rahman ibn Abd-Al·lah (m. en 1867), khatib de Bagdad
- Abd-al-Hamid ibn Abd-Al·lah (1816-1906), poeta i mestre d'escola
- Abd-Al·lah Bahà-ad-Din ibn Abi-th-Thanà Mahmud (1832-1874), cadi de Bàssora i escriptor
- Abd-al-Baqi Sad-ad-Din ibn Abi-th-Thanà Mahmud (1834-1876), cadi de Kirkuk i escriptor
- Numan Khayr-ad-Din Abu-l-Barakat ibn Abi-th-Thanà Mahmud (1836-1899), escriptor
- Muhàmmad Hamid ibn Abi-th-Thanà Mahmud (1846-1874), mestre
- Àhmad Xàkir ibn Abi-th-Thanà Mahmud (1848-1911), cadi de Bàssora
- Mahmud Xukrí ibn Abd-Al·lah Bahà-ad-Din (1857-1924), escriptor i historiador
- Alà-ad-Din ibn Numan Khayr-ad-Din (m. en 1921), escriptor i mestre d'escola
- Muhàmmad Darwix ibn Àhmad Xàkir (m. en 1922), escriptor i mestre d'escola